# Artur Baratta i de Valdivia
Artur Baratta i de Valdivia (Barcelona, 12 d'abril de 1860 - Barcelona, 1947) fou un compositor i director d'orquestra català.

## Biografia
Va néixer al carrer Santa Mònica de Barcelona, fill d'Angelo Baratta i de Micaela de Valdivia i nebot de Faust Baratta i Rossi. Va ser batejat a la Catedral de Barcelona el 22 d'abril del mateix any.
Va ser infant del cor a l’església del Palau i a la Catedral de Barcelona, després estudiar al Liceu amb els mestres Rodoreda i Obiols. L’any 1875 es va traslladar a Roma i a l’any següent a París, conservatori al qual estudià piano, contrapunt, harmonia i fuga amb l’ajuda d’Ambroise Thomas.
L'any 1879 tornà a Barcelona després d’haver format part de la Societat d’Autors i Compositors de París. El 1885 estrenà al Liceu la seva òpera Lo desengany amb llibret de Conrad Roure. Aquesta va ser la primera òpera amb text en català, però no va tenir èxit ni bones crítiques. Poc després va emprendre importants gires per Espanya i Amèrica com a director de companyies d’òpera i de sarsuela.
Al llarg de la seva carrera, va compondre nombroses sarsueles, entre les quals, El gran dux (1893), La Santa Pagesa (Mallorca, 1930), comedieta lírica amb lletra de Josep Maria Tous i Maroto, Na Bet-Maria (1934), el poema simfònic Brisas del mar , una cançó de bressol per a veu i piano així com moltes altres obres simfòniques i religioses per a cor i orquestra. En els fons musicals de Catalunya es conserven algunes obres del seu repertori compositiu.
Els darrers anys visqué a Palma (Mallorca), on la seva companyia d’òpera actuà de manera intermitent entre els anys 1888 i 1912 a diversos teatres de Palma com el Teatre Circ Balear, el Teatre Líric i el Teatre Principal.
Les seves companyies foren considerades per la premsa i públic illenc com els millors exemples de representació operística d’aquest període, tot i que es presentà amb artistes solistes diferents en cada una de les temporades.
Majoritàriament, representà un repertori d’òperes italianes de Verdi i Puccini, algunes recentment estrenades als teatres europeus, fet que demostra el seu interès renovador i innovador. En el seu repertori no va deixar d’introduir òperes dels compositors francesos de moda de l'època, com Massenet, Meyerbeeri Saint-Saëns; i en molt pocs casos alguna òpera alemanya de Wagner com Lohengrin.

## Premis i títols
A més de diversos premis aconseguits en diferents certàmens musicals, el 1876 va rebre el premi d'honor durant la seva formació al conservatori de París, i posteriorment també rebrà el diploma d'honor al conservatori de Màlaga (1905). El 1915, li serà atorgat el títol de president d'honor de l'Associació de Professors de l'Orquestra de València. I durant la seva estada a Costa Rica, serà premiat pel seu poema simfònic Brisas del mar.